# Бодякшин, Владимир Степанович
Влади́мир Степа́нович Бодя́кшин (р. 11 мая 1941 года) — советский партийный деятель,председатель Горьковского горисполкома в 1988—1990 годах.

## Биография
Окончил Горьковский инженерно-строительный институт, получив специальность инженера-строителя. С 1958 года работал слесарем в научно-исследовательском учреждении, затем — в строительных организациях на различных должностях. В 1965—1974 годы работал на машиностроительном заводе инженером, старшим инженером-конструктором, заместителем главного инженера, главным инженером отдела капитального строительства. В 1970 году вступил в партию.
В 1974—78 годах являлся заместителем председателя исполкома Московского районного Совета народных депутатов. Окончил высшую партийную школу, после чего работал заместителем заведующего и заведующим строительным отделом горкома партии, первый секретарь Ленинского райкома КПСС. С мая 1987 года занимал должность первого заместителя председателя городского Совета народных депутатов.
После избрания в декабре 1988 года председателя Горисполкома Ю. А. Марченкова секретарем горкома партии был рекомендован на его пост. Был избран единогласно.
Одной из центральных проблем, обсуждавшихся во время руководства городом Бодякшиным, была проблема пуска в эксплуатацию Горьковской атомной станции теплоснабжения. В городе проходили стихийные митинги против её открытия, шли дебаты о проблеме безопасности города. Горьковская власть обвинялась в бездействии: В. С. Бодякшин был против немедленного закрытия проекта, выступая за проведение дополнительных исследований и экспертиз со стороны МАГАТЭ и Академии наук СССР. Однако при нём станция так запущена и не была.
Значительным нововведением при В. С. Бодякшине стала попытка перехода к территориальному самоуправлению и самофинансированию города на основе принципов хозрасчета. Эта инициатива, однако, не удалась. Хотя определённые меры были предприняты, они оказались недостаточными.
При В. С. Бодякшине были закончены и реализованы несколько крупных проектов, среди которых:
- застройка бульвара Мира;
- создание городского комитета по охране природы;
- открытие специализированных школьных учреждений: гимназий и лицеев;
- начало строительства комбинатов по переработке пищевых отходов;
- создание комитетов и рабочих отрядов содействия милиции;
- преобразование улицы Свердлова (ныне — Большая Покровская) в пешеходную;
- пуск троллейбуса № 1 по маршруту «пл. Минина и Пожарского — Верхние Печёры».

В марте 1990 года покинул пост главы города и был избран председателем городского Совета народных депутатов.
После ухода из политики работал заместителем генерального директора по развитию в торгово-лизинговом объединении «Россия». После ухода на пенсию — консультант на общественных началах там же.

## Семья
Жена Марина Николаевна, врач высшей категории, 35 лет проработала в больнице, затем — в медсанчасти института радиотехники. Дочь Анна — тоже врач. Старший сын Александр — бизнесмен, глава МСУ Варнавинского муниципального района.